# Túrin Turambar
Túrin Turambar (Sindarin: ˈtuːrɪn tuˈrambar) é um personagem fictício do legendarium de J. R. R. Tolkien. A história Turambar e o Foalókë, iniciada em 1917, marca a primeira aparição de Túrin no legendarium. Túrin é um Homem da Primeira Era da Terra Média, cuja família foi amaldiçoada pelo Senhor das Trevas Morgoth. Em sua tentativa vã de desafiar a maldição, Túrin provoca a ruína em grande parte de Beleriand e sobre si mesmo e sua irmã Niënor. Seu título, "Turambar", significa "mestre do destino".
Tolkien baseou a história de Túrin no conto de Kullervo do poema mitológico finlandês do século XIX, Kalevala. Pesquisadores identificaram paralelos com outros mitos, como os de Sigmund e Sigurd na Saga dos Volsungos da Mitologia nórdica; com o mito grego de Édipo; e, em termos de estrutura e estilo, com a Lenda arturiana.
Trechos da história foram publicados em prosa em O Silmarillion, Contos Inacabados, O Livro dos Contos Perdidos Parte II e A Guerra das Joias, e em versos aliterativos longos em Os Lais de Beleriand. A narrativa completa foi publicada como Os Filhos de Húrin em 2007.

## Histórico de publicação
Tolkien escreveu várias versões da história de Túrin. Elas foram publicadas postumamente, editadas por seu filho Christopher Tolkien, conforme descrito abaixo:
| Data | Livro                                  | Seção                                             | Tipo   | Notas |
| ---- | -------------------------------------- | ------------------------------------------------- | ------ | --- |
| 1977 | O Silmarillion                         | "De Túrin Turambar"                               | Prosa  | Capítulo; omite o que seria um breve resumo da conclusão da história, "As Andanças de Húrin", pois Christopher Tolkien considerou-o complexo demais |
| 1980 | Contos Inacabados                      | "Narn i Chîn Húrin" ("Conto dos Filhos de Húrin") | Prosa  | Conhecido como "Narn"; cerca de 90 páginas, em prosa, escrito por volta de 1917                                                                     |
| 1984 | O Livro dos Contos Perdidos (Parte II) | "Turambar e o Foalókë"                            | Prosa  | Cerca de 45 páginas, com 28 páginas de comentários. Foi a primeira versão da história de Túrin, escrita por volta de 1917                           |
| 1985 | Os Lais de Beleriand                   | "O Lai dos Filhos de Húrin"                       | Poesia | 2276 linhas de verso aliterativo longo, composto por volta de 1925 em Leeds                                                                         |
| 1994 | A Guerra das Joias                     | "As Andanças de Húrin"                            | Prosa  | Continuação do "Narn" |
| 2007 | Os Filhos de Húrin                     | (livro inteiro)                                   | Prosa  | Narrativa completa, em formato de livro; esboçada a partir de 1910, revisada várias vezes, não finalizada durante a vida de Tolkien                 |

## Narrativa

### Dor-lómin

Mapa esquemático de Beleriand, mostrando os principais locais mencionados: 1: Dor-lómin; 2: Doriath; 3: Amon Rûdh; 4: Nargothrond; 5: Brethil.

Túrin é filho de Húrin [en], Senhor do Povo de Hador, e Morwen, da Casa de Bëor. O Cerco de Angband foi rompido, mas Dor-lómin, terra natal de Túrin no noroeste de Beleriand, ainda é disputada por Húrin contra as forças do Senhor do Escuro Morgoth. Quando Túrin tem oito anos, Húrin lidera seus Homens para a guerra; todos são mortos na Batalha das Lágrimas Inumeráveis. Húrin é capturado e amaldiçoado por Morgoth, que envia um exército de Orientais a Dor-lómin. Túrin permanece com Morwen, que o esconde e o envia secretamente ao reino élfico oculto de Doriath; Morwen fica em Dor-lómin e, pouco depois, dá à luz uma menina, Niënor.

### Doriath
Túrin chega a Doriath, protegida por um encantamento, o Cinturão de Melian. O guarda de fronteira Beleg os conduz à cidade de Menegroth, onde o rei  Thingol adota Túrin, em memória do heroísmo de Húrin. A dama élfica Nellas cuida de Túrin por ordem de Melian, ensinando-lhe o saber élfico. Túrin ganha prestígio por sua habilidade, e Beleg o instrui na arte da guerra. Quando, após alguns anos, Dor-lómin é isolada e as notícias de Morwen e Niënor deixam de chegar, Túrin decide enfrentar as forças de Morgoth, na esperança de vingar as tristezas de sua família. Thingol o nomeia "cavaleiro da espada". Túrin parte para combater os Orcs no norte de Doriath, onde é acompanhado por Beleg. Sua principal arma é a espada, e ele usa o Elmo do Dragão de Hador, temido pelos Orcs. Aos 20 anos, Túrin mata acidentalmente Saeros, um dos conselheiros de Thingol, que o havia insultado. Ignorando conselhos, ele foge de Doriath, temendo ser preso. Thingol perdoa Túrin, e Beleg recebe permissão para procurar seu amigo.

### Amon Rûdh
Túrin, sem saber do perdão, foge para o oeste, juntando-se a um grupo de foras da lei em Gaurwaith e tornando-se seu líder após matar acidentalmente o capitão. Beleg encontra o grupo na floresta, mas Túrin recusa seu conselho de retornar a Doriath. O bando de Túrin captura Mîm, o Anões Pequenos. Para salvar sua vida, Mîm compartilha suas moradas na colina de Amon Rûdh com o grupo. Beleg retorna a Túrin, trazendo o Elmo do Dragão. Os "Dois Capitães" libertam grande parte do oeste de Beleriand do mal, mas o Elmo do Dragão revela a identidade de Túrin a Morgoth, que ataca Amon Rûdh. Os Orcs encontram Mîm, que compra sua vida guiando-os até a colina. Túrin é capturado, e todos os seus homens são mortos; Beleg escapa. Beleg segue os Orcs pela floresta de Taur-nu-Fuin e encontra Gwindor, um escravo fugitivo de Angband. Juntos, resgatam Túrin em Anfauglith. Infelizmente, enquanto Beleg corta as amarras de Túrin adormecido, ele fere o pé de Túrin com a espada negra Anglachel. Túrin, confundindo-o com um Orc na escuridão, toma a espada e mata Beleg. Gwindor guia o devastado Túrin até os Lagos de Ivrin, onde ele recobra os sentidos.

### Nargothrond
Túrin e seus companheiros viajam para a fortaleza oculta de Nargothrond, onde Gwindor era um senhor. Gwindor entrega a espada Anglachel, de Beleg, a Túrin, que a reforja e a renomeia como Gurthang, "Ferro da Morte". Túrin oculta seu nome, passando a ser conhecido como Mormegil ou a Espada Negra de Nargothrond. Gwindor reencontra sua amada, Finduilas, filha do rei Orodreth, mas ela, contra sua vontade, apaixona-se por Túrin; este, porém, não percebe e a admira com reverência. Túrin torna-se conselheiro-chefe do rei, incentivando os Elfos a abandonarem o sigilo. Eles constroem uma grande ponte diante das Portas de Nargothrond e limpam a região entre o rio Sirion e a costa de Falas dos inimigos. Túrin torna-se arrogante, ignorando até mesmo um aviso do Vala Ulmo, de natureza divina, para destruir a ponte e retornar ao sigilo.
Após cinco anos, Morgoth envia um grande exército de Orcs liderado pelo dragão Glaurung. Túrin convence Orodreth a enfrentá-los em campo aberto. Na Batalha de Tumhalad, as forças de Nargothrond são destruídas, e Orodreth é morto. A ponte facilita a localização da fortaleza pelos inimigos, que cruzam o rio Narog. Túrin enfrenta Glaurung, mas abandona a batalha para socorrer Gwindor, ferido mortalmente. Antes de morrer, Gwindor instrui Túrin a salvar Finduilas, profetizando que ela é a única capaz de evitar seu destino trágico. Ao tentar resgatar os cativos, Túrin é paralisado pelo olhar poderoso de Glaurung. Imobilizado, ele assiste enquanto Finduilas é levada, gritando por ele. O dragão o engana, fazendo-o crer que Morwen e Niënor sofrem em Dor-lómin. Túrin abandona Finduilas e parte em busca de sua família. Ao chegar em Dor-lómin, descobre que Morwen já havia partido para Doriath antes da queda de Nargothrond. Em sua fúria, ele mata as pessoas ao seu redor.

### Brethil
Túrin tenta encontrar Finduilas, viajando para a floresta de Brethil, mas chega tarde demais: os homens da floresta informam que ela foi morta pelos Orcs durante uma tentativa de resgate. Túrin, devastado, desmaia sobre seu túmulo e é levado para a vila de Ephel Brandir, no coração da floresta. Lá, ele retoma sua vida, adotando o nome Turambar ("Senhor do Destino") e renunciando à sua linhagem, na esperança de superar sua maldição. O Povo de Haleth, que habita a região, é liderado por Brandir, o Coxo, que busca proteger seu povo pelo sigilo. Turambar rapidamente ganha influência, organizando grupos para combater Orcs. Ele deixa de usar Gurthang, passando a lutar com lança e arco.
Quando Morwen e Niënor recebem notícias da destruição de Nargothrond, partem impulsivamente em busca de Túrin. Glaurung, agora habitando as ruínas de Nargothrond, desce ao rio, criando uma névoa. Morwen se perde, mas Niënor encontra o dragão e é enfeitiçada, esquecendo seu passado. Ela foge para Brethil. Turambar a encontra no túmulo de Finduilas, nua, incapaz de falar e sem memórias. Ele a nomeia Níniel, "Donzela das Lágrimas", e a leva para Ephel Brandir. Lá, Brandir a cura e se apaixona por ela, mas Níniel e Turambar se apaixonam. Turambar pede sua mão em casamento; Brandir a dissuade, pressentindo desgraça, mas eles se casam. Quando Glaurung envia Orcs para atacar Brethil, Turambar retorna à guerra, retomando a espada e expulsando os inimigos. No ano seguinte, Níniel fica grávida, e Glaurung ataca Brethil em pessoa.
Turambar decide emboscar o dragão, planejando golpeá-lo por baixo. Dos dois companheiros, Dorlas deserta, e Hunthor é morto por uma pedra. Turambar fere Glaurung mortalmente com Gurthang, mas é envenenado pelo sangue do dragão e desmaia. Quando Níniel o procura, Glaurung, com suas últimas palavras, desfaz o feitiço, e ela lembra quem é, percebendo que Turambar é seu irmão. Horrorizada, Niënor se afoga no rio Teiglin.
Brandir, em tom de zombaria, conta a Turambar o ocorrido. Enlouquecido, Turambar mata Brandir, que estava indefeso, e corre para o túmulo de Finduilas. Lá, Mablung, um Elfo de Doriath, confirma as palavras de Brandir. Turambar foge e se mata com Gurthang. Ele é sepultado em um grande túmulo, junto aos fragmentos da espada. Uma grande pedra é erguida, na qual os Elfos escrevem em runas Cirth [en]:
TÚRIN TURAMBAR DAGNIR GLAURUNGA

NIËNOR NÍNIEL
(Túrin, Conquistador do Destino, Matador de Glaurung
Niënor Níniel)
O corpo de Niënor, porém, não está lá. Dois anos depois, Morwen e Húrin se encontram no local pela última vez; Morwen é posteriormente sepultada ali. O túmulo sobrevive à Guerra da Ira e ao afundamento de Beleriand, e Tol Morwen torna-se uma ilha na costa da Terra Média.

### Destino após a morte
Tolkien escreveu várias versões de uma profecia sobre o destino de Túrin após a morte. O esboço inicial, fragmentário, menciona a "purificação de Turambar e Vainóni que brilham pelo mundo e marcham com as hostes de Tulkas contra Melko." No manuscrito finalizado de O Conto de Turambar e o Foalókë, isso se transforma em uma narrativa em que Túrin e Niënor só foram admitidos em Mandos após as preces de seus pais; eles entram no "banho de chamas", onde o Sol renova sua luz, "e assim todos os seus sofrimentos e máculas foram lavados, e eles habitaram como Valar brilhantes entre os abençoados". Um novo detalhe é introduzido: "Turambar, de fato, estará ao lado de Fionwë no Grande Cataclismo, e Melko e seus dragões amaldiçoarão a espada de Mormakil".
Em escritos posteriores de Tolkien, o destino de Niënor não é mencionado, mas o de Túrin ganha maior destaque. Túrin participaria da Última Batalha antes do Fim do Mundo, quando Morgoth retornaria para um ataque final contra os Valar e os Filhos de Ilúvatar. No "Silmarillion Inicial", "o espírito de Túrin" retorna e luta, sendo ele quem "com sua espada negra matará Morgoth", detalhe expandido na revisão de 1930 do Quenta Noldorinwa. Em "O Problema de Ros" (1968 ou posterior), a última vez que Tolkien abordou o tema, profetiza-se que Túrin retornará da morte e matará Ancalagon, o Negro na Guerra da Ira, assumindo o papel de Eärendil.

## Linhagem de Túrin e Niënor
|          |          |          |          | Bëor           | Bëor           | Bëor           | Bëor           | Bëor           | Bëor           |          |          |               |               |               |               | Haladin       | Haladin       | Haladin    | Haladin    | Haladin       | Haladin       |               |               |               |               |        |        |             |             |             |             |             |             |          |          |          |          |          |          |                   |                   |                   |                   |                   |                   |  |  |  |  |  |  |
|          |          |          |          | Bëor           | Bëor           | Bëor           | Bëor           | Bëor           | Bëor           |          |          |               |               |               |               | Haladin       | Haladin       | Haladin    | Haladin    | Haladin       | Haladin       |               |               |               |               |        |        |             |             |             |             |             |             |          |          |          |          |          |          |                   |                   |                   |                   |                   |                   |  |  |  |  |  |  |
|          |          |          |          | Bregolas       | Bregolas       | Bregolas       | Bregolas       | Bregolas       | Bregolas       |          |          |               |               |               |               | Haldad        | Haldad        | Haldad     | Haldad     | Haldad        | Haldad        |               |               | Hador         | Hador         | Hador  | Hador  | Hador       | Hador       |             |             |             |             |          |          |          |          |          |          |                   |                   |                   |                   |                   |                   |  |  |  |  |  |  |
|          |          |          |          | Bregolas       | Bregolas       | Bregolas       | Bregolas       | Bregolas       | Bregolas       |          |          |               |               |               |               | Haldad        | Haldad        | Haldad     | Haldad     | Haldad        | Haldad        |               |               | Hador         | Hador         | Hador  | Hador  | Hador       | Hador       |             |             |             |             |          |          |          |          |          |          |                   |                   |                   |                   |                   |                   |  |  |  |  |  |  |
|          |          |          |          |                |                |                |                |                |                |          |          |               |               |               |               |               |               |            |            |               |               |               |               |               |               |        |        |             |             |             |             |             |             |          |          |          |          |          |          |                   |                   |                   |                   |                   |                   |  |  |  |  |  |  |
| Belegund | Belegund | Belegund | Belegund | Belegund       | Belegund       |                |                | Baragund       | Baragund       | Baragund | Baragund | Baragund      | Baragund      |               |               | Hareth        | Hareth        | Hareth     | Hareth     | Hareth        | Hareth        |               |               | Galdor        | Galdor        | Galdor | Galdor | Galdor      | Galdor      |             |             |             |             |          |          |          |          |          |          |                   |                   |                   |                   |                   |                   |  |  |  |  |  |  |
| Belegund | Belegund | Belegund | Belegund | Belegund       | Belegund       |                |                | Baragund       | Baragund       | Baragund | Baragund | Baragund      | Baragund      |               |               | Hareth        | Hareth        | Hareth     | Hareth     | Hareth        | Hareth        |               |               | Galdor        | Galdor        | Galdor | Galdor | Galdor      | Galdor      |             |             |             |             |          |          |          |          |          |          |                   |                   |                   |                   |                   |                   |  |  |  |  |  |  |
|          |          |          |          |                |                |                |                |                |                |          |          |               |               |               |               |               |               |            |            |               |               |               |               |               |               |        |        |             |             |             |             |             |             |          |          |          |          |          |          |                   |                   |                   |                   |                   |                   |  |  |  |  |  |  |
|          |          |          |          |                |                |                |                |                |                |          |          |               |               |               |               |               |               |            |            |               |               |               |               |               |               |        |        |             |             |             |             |             |             |          |          |          |          |          |          |                   |                   |                   |                   |                   |                   |  |  |  |  |  |  |
| Rían     | Rían     | Rían     | Rían     | Rían           | Rían           |                |                | Morwen         | Morwen         | Morwen   | Morwen   | Morwen        | Morwen        |               |               | Húrin [en]    | Húrin [en]    | Húrin [en] | Húrin [en] | Húrin [en]    | Húrin [en]    |               |               | Huor          | Huor          | Huor   | Huor   | Huor        | Huor        |             |             | Rían        | Rían        | Rían     | Rían     | Rían     | Rían     |          |          | Turgon            | Turgon            | Turgon            | Turgon            | Turgon            | Turgon            |  |  |  |  |  |  |
| Rían     | Rían     | Rían     | Rían     | Rían           | Rían           |                |                | Morwen         | Morwen         | Morwen   | Morwen   | Morwen        | Morwen        |               |               | Húrin [en]    | Húrin [en]    | Húrin [en] | Húrin [en] | Húrin [en]    | Húrin [en]    |               |               | Huor          | Huor          | Huor   | Huor   | Huor        | Huor        |             |             | Rían        | Rían        | Rían     | Rían     | Rían     | Rían     |          |          | Turgon            | Turgon            | Turgon            | Turgon            | Turgon            | Turgon            |  |  |  |  |  |  |
|          |          |          |          |                |                |                |                |                |                |          |          |               |               |               |               |               |               |            |            |               |               |               |               |               |               |        |        |             |             |             |             |             |             |          |          |          |          |          |          |                   |                   |                   |                   |                   |                   |  |  |  |  |  |  |
|          |          |          |          |                |                |                |                |                |                |          |          |               |               |               |               |               |               |            |            |               |               |               |               |               |               |        |        |             |             |             |             |             |             |          |          |          |          |          |          |                   |                   |                   |                   |                   |                   |  |  |  |  |  |  |
|          |          |          |          | Túrin Turambar | Túrin Turambar | Túrin Turambar | Túrin Turambar | Túrin Turambar | Túrin Turambar |          |          | Urwen Lalaith | Urwen Lalaith | Urwen Lalaith | Urwen Lalaith | Urwen Lalaith | Urwen Lalaith |            |            | Niënor Níniel | Niënor Níniel | Niënor Níniel | Niënor Níniel | Niënor Níniel | Niënor Níniel |        |        | Tuor Eladar | Tuor Eladar | Tuor Eladar | Tuor Eladar | Tuor Eladar | Tuor Eladar |          |          |          |          |          |          | Idril Celebrindal | Idril Celebrindal | Idril Celebrindal | Idril Celebrindal | Idril Celebrindal | Idril Celebrindal |  |  |  |  |  |  |
|          |          |          |          | Túrin Turambar | Túrin Turambar | Túrin Turambar | Túrin Turambar | Túrin Turambar | Túrin Turambar |          |          | Urwen Lalaith | Urwen Lalaith | Urwen Lalaith | Urwen Lalaith | Urwen Lalaith | Urwen Lalaith |            |            | Niënor Níniel | Niënor Níniel | Niënor Níniel | Niënor Níniel | Niënor Níniel | Niënor Níniel |        |        | Tuor Eladar | Tuor Eladar | Tuor Eladar | Tuor Eladar | Tuor Eladar | Tuor Eladar |          |          |          |          |          |          | Idril Celebrindal | Idril Celebrindal | Idril Celebrindal | Idril Celebrindal | Idril Celebrindal | Idril Celebrindal |  |  |  |  |  |  |
|          |          |          |          |                |                |                |                |                |                |          |          |               |               |               |               |               |               |            |            |               |               |               |               |               |               |        |        |             |             |             |             |             |             |          |          |          |          |          |          |                   |                   |                   |                   |                   |                   |  |  |  |  |  |  |
|          |          |          |          |                |                |                |                |                |                |          |          |               |               |               |               |               |               |            |            |               |               |               |               |               |               |        |        |             |             |             |             |             |             |          |          |          |          |          |          |                   |                   |                   |                   |                   |                   |  |  |  |  |  |  |
|          |          |          |          |                |                |                |                |                |                |          |          |               |               |               |               |               |               |            |            |               |               |               |               |               |               | Elwing | Elwing | Elwing      | Elwing      | Elwing      | Elwing      |             |             | Eärendil | Eärendil | Eärendil | Eärendil | Eärendil | Eärendil |                   |                   |                   |                   |                   |                   |  |  |  |  |  |  |
|          |          |          |          |                |                |                |                |                |                |          |          |               |               |               |               |               |               |            |            |               |               |               |               |               |               | Elwing | Elwing | Elwing      | Elwing      | Elwing      | Elwing      |             |             | Eärendil | Eärendil | Eärendil | Eärendil | Eärendil | Eärendil |                   |                   |                   |                   |                   |                   |  |  |  |  |  |  |
|          |          |          |          |                |                |                |                |                |                |          |          |               |               |               |               |               |               |            |            |               |               |               |               |               |               |        |        |             |             |             |             |             |             |          |          |          |          |          |          |                   |                   |                   |                   |                   |                   |  |  |  |  |  |  |
|          |          |          |          |                |                |                |                |                |                |          |          |               |               |               |               |               |               |            |            |               |               |               |               |               |               |        |        |             |             |             |             |             |             |          |          |          |          |          |          |                   |                   |                   |                   |                   |                   |  |  |  |  |  |  |
|          |          |          |          |                |                |                |                |                |                |          |          |               |               |               |               |               |               |            |            |               |               |               |               |               |               | Elros  | Elros  | Elros       | Elros       | Elros       | Elros       |             |             | Elrond   | Elrond   | Elrond   | Elrond   | Elrond   | Elrond   |                   |                   |                   |                   |                   |                   |  |  |  |  |  |  |

| Cor | Descrição                                              |
| --- | ------------------------------------------------------ |
|     | Elfos                                                  |
|     | Homens                                                 |
|     | Meio-Elfos que escolheram o destino dos Elfos          |
|     | Meio-Elfos que escolheram o destino dos Homens mortais |

## Análise

### Paralelos mitológicos

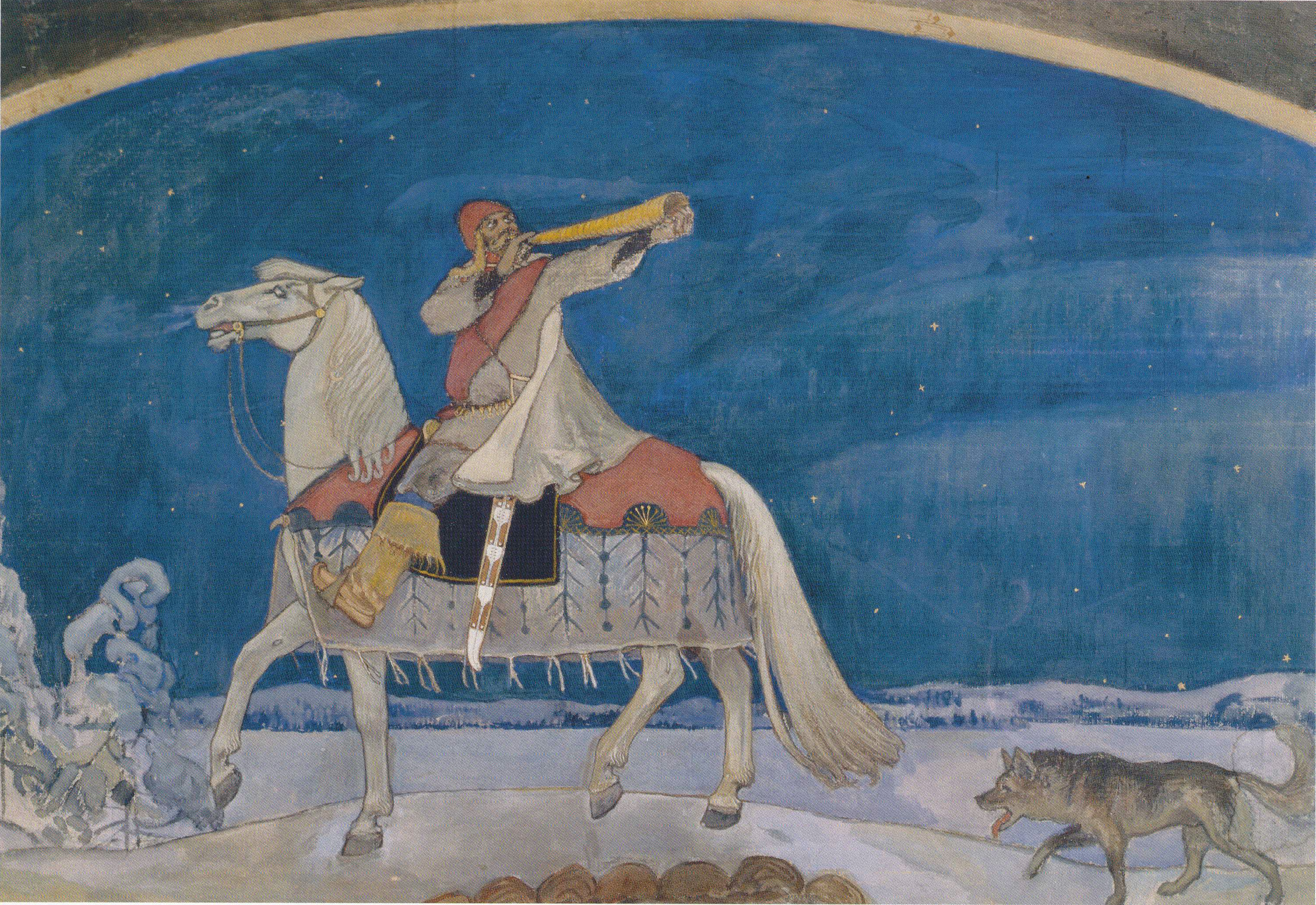
Tolkien baseou-se parcialmente na figura trágica de Kullervo do Kalevala finlandês para criar Túrin. Pintura Kullervo Rides to War de Akseli Gallen-Kallela, 1901.

Tolkien destacou alguns dos paralelos mitológicos de Túrin em uma carta ao editor Milton Waldman [en]:
| “ | Há Os Filhos de Húrin, a trágica história de Túrin Turambar e sua irmã Níniel – na qual Túrin é o herói: uma figura que poderia ser considerada (por pessoas que apreciam esse tipo de comparação, embora não seja muito útil) derivada de elementos de Sigurd, o Volsungo, Édipo e o finlandês Kullervo. | ” |

Túrin, conforme Tolkien afirmou, é inspirado principalmente em Kullervo, personagem das poesias folclóricas da Finlândia conhecidas como Kalevala. Kullervo, de maneira semelhante, cometeu incesto involuntário com sua irmã, trouxe desgraça à sua família e acabou se matando. Na mitologia nórdica, Sigmund, pai de Sigurd na Saga dos Volsungos, assemelha-se a Túrin pelo relacionamento incestuoso com sua irmã. Na ópera de Richard Wagner, Die Walküre (baseada em parte nos mitos dos Volsungo), Siegmund e Sieglinde são paralelos de Túrin e Niënor. Além disso, Túrin é semelhante a Sigurd, pois ambos alcançam grande renome ao matar um dragão de imenso poder: no caso de Sigurd, Fafnir; no de Túrin, Glaurung.
O estudioso de Tolkien Verlyn Flieger [en] compara a história de Túrin à Lenda Arturiana, com sua complexa história de manuscritos e "variantes narrativas sobrepostas em poesia e prosa", complementada pela pretensão de Tolkien de que estava traduzindo um poema perdido, o Narn, de seu idioma élfico original.
Tolkien menciona a semelhança com o infeliz Édipo, príncipe de Tebas, que, sem saber, cumpre uma profecia ao matar seu pai e se casar com sua mãe. O estudioso Richard C. West [en], na The J. R. R. Tolkien Encyclopedia, escreve que a história "é de uma escuridão quase implacável", embora uma profecia na mitologia de Tolkien afirme que Túrin ajudará na derrota final de Morgoth, após o fim do mundo, e que ele e sua irmã serão purificados de seus pecados. West observa que, como em muitas outras histórias da Terra Média, há um "delicado equilíbrio" entre o destino, que leva cada personagem a realizar certas ações e sofrer suas consequências, e o livre-arbítrio, pelo qual ele faz escolhas ousadas ou precipitadas que determinam os desfechos.
| Fonte                                | Herói                     | Maldição     | Incesto             | Mata dragão | Suicídio        | Desastre para seu povo |
| ------------------------------------ | ------------------------- | ------------ | ------------------- | ----------- | --------------- | ---------------------- |
| Tolkien                              | Túrin                     | Sim          | · com irmã          | · Glaurung  | Sim             | Sim                    |
| Kalevala Mitologia finlandesa        | Kullervo                  | Sim          | · com irmã          |             | Sim             | Sim                    |
| Saga dos Volsungos Mitologia nórdica | Sigmund                   |              | Sim                 |             |                 |                        |
| Saga dos Volsungos Mitologia nórdica | Sigurd (filho de Sigmund) |              |                     | · Fafnir    | (é assassinado) |                        |
| Mitologia grega                      | Édipo                     | · mata o pai | · casa-se com a mãe |             |                 | Sim                    |

### Uma mulher em tempos de guerra
De acordo com o biógrafo Charles Moseley [en], Niënor e Túrin são um dos apenas quatro "casais cuja história de amor recebe destaque" nas obras de Tolkien; os outros são Lúthien e Beren; Eärendil e Elwing; e Aragorn e Arwen. West descreveu a história da família de Niënor como trágica. Elizabeth A. Whittingham escreveu em A Companion to J. R. R. Tolkien que a história tornou-se mais sombria com o tempo, comentando que "nenhuma história da Terra Média é tão sombria quanto essa", e afirmando que, em sua versão em O Silmarillion, com o final omitido, contrariamente à intenção original do autor, "qualquer vislumbre de esperança foi extinto". A estudiosa de literatura Victoria Holtz-Wodzak considera Niënor um "estudo sobre a vida das mulheres em tempos de guerra. Ela é, para todos os efeitos, uma órfã de guerra". Holtz-Wodzak vê o destino das mulheres na vida de Tolkien, assim como suas próprias experiências, como inspiração para o personagem e seu tratamento compassivo pelo autor. Ela também compara a situação de Niënor à de Brandír, que, como não combatente, perde a luta com Turambar tanto pelo respeito de seu povo quanto pelo amor de Níniel. A estudiosa enxerga até mesmo um eco dos sentimentos de Tolkien sobre não poder participar ativamente da Segunda Guerra Mundial devido à idade no "desejo desesperado de Niennor de manter o homem que ama fora de perigo ou de morrer com ele".

### J. R. R. Tolkien
1. ↑  (Tolkien 1993), "Myths Transformed" (I), p. 373 e nota 2
2. ↑  (Tolkien 2007) "A Infância de Túrin"
3. 1 2  (Tolkien 1977, cap. 22 "De Túrin Turambar")
4. 1 2 3 4 5 6 7 8 9  (Tolkien 1994) "As Andanças de Húrin", pp. 256–257 (sinopse da trama do Narn)
5. 1 2  (Tolkien 2007) "Túrin em Doriath"
6. 1 2  (Tolkien 1994) Os Anais Cinzentos, pp. 61–103, 129–165.
7. ↑  (Tolkien 2007) "Túrin entre os Foras da Lei".
8. ↑  (Tolkien 1994), "Ælfwine e Dírhaval", pp. 311–315
9. 1 2  (Tolkien 1984b, pp. 69–143)
10. ↑  (Tolkien 1986, pp. 29–30, 40–41, 125–131)
11. ↑  (Tolkien 1986, pp. 165)
12. ↑  (Tolkien 1994, pp. 374)
13. ↑  (Tolkien 1977)
14. 1 2 3 4 5  (Carpenter 2023, #131 para Milton Waldman, final de 1951)

- Carpenter, Humphrey, ed. (2023) [1981]. The Letters of J. R. R. Tolkien: Revised and Expanded Edition [As Cartas de J. R. R. Tolkien: Edição Revisada e Ampliada]. Nova Iorque: Harper Collins. ISBN 978-0-35-865298-4
- Tolkien, J. R. R. (1977). «Of Túrin Turambar» [De Túrin Turambar]. The Silmarillion [O Silmarillion]. [S.l.]: HarperCollins. ISBN 978-0-261-10366-5
- Tolkien, J. R. R. (1984b). «Turambar and the Foalókë». In:  Tolkien, Christopher. The Book of Lost Tales Part Two [O Livro dos Contos Perdidos, Parte Dois]. [S.l.]: George Allen & Unwin. pp. 69–143. ISBN 978-0-04-823265-6
- Tolkien, J. R. R. (1986).  Tolkien, Christopher, ed. The Shaping of Middle-earth [A Formação da Terra-média]. [S.l.]: George Allen & Unwin. ISBN 978-0-04-823279-3
- Tolkien, J. R. R. (1993).  Tolkien, Christopher, ed. Morgoth's Ring [Anel de Morgoth]. Boston: Houghton Mifflin. ISBN 0-395-68092-1
- Tolkien, J. R. R. (1994). «The Problem of Ros» [O problema de Ros]. In:  Tolkien, Christopher. The Peoples of Middle-earth [Os Povos da Terra-média]. [S.l.]: HarperCollins. ISBN 978-0-261-10337-5
- Tolkien, J. R. R. (2007).  Tolkien, Christopher, ed. The Children of Húrin [Os Filhos de Húrin]. [S.l.]: HarperCollins. ISBN 978-0-00-725223-7